# Денефіль Ольга Володимирівна
Денефіль Ольга Володимирівна (нар. 26 січня 1967[джерело не вказане 1353 дні], Тернопіль[джерело не вказане 1353 дні]) — українська вчена у галузі медицини, доктор медичних наук (2012), професор (2014), завідувачка кафедри патологічної фізіології Тернопільського національного медичного університету імені І. Я. Горбачевського.

## Життєпис
У 1990 році закінчила Тернопільський державний медичний інститут.
1990—1993 — аспірантка кафедри патологічної фізіології[джерело не вказане 1353 дні], 1993—1997 — асистентка кафедри патологічної фізіології, 1997—2012 — доцент кафедри нормальної фізіології.
У 2011—2015 роках очолювала кафедру іноземних мов з медичною термінологією[джерело не вказане 1353 дні].
З 2012 року — професор, з грудня 2018 року обіймає посаду завідувачки кафедри патологічної фізіології.

## Наукова діяльність
У 1994 році захистила кандидатську дисертацію на тему «Роль холінергічних механізмів при розвитку адреналінової міокардіодистрофії у тварин з різною резистентністю до гіпоксії» (науковий керівник — проф. О. О. Маркова).
У 2011 році захистила дисертацію на здобуття ступеня доктора медичних наук на тему «Реактивність серцево-судинної системи в забезпеченні адаптації організму до різних типів погоди» (науковий консультант — проф. С. Н. Вадзюк).
Наукові інтереси: фізіологія і патофізіологія стресу, патофізіологія серцево-судинної системи, системи травлення, ендокринної системи, вищої нервової діяльності.
Під керівництвом професорки О. В. Денефіль захищено 2 кандидатські дисертації за спеціальністю «Патологічна фізіологія»[джерело не вказане 1353 дні], 1 — за спеціальністю «Біохімія»[джерело не вказане 1353 дні].

## Доробок
О. В. Денефіль є автором і співавтором понад 370 наукових і навчально-методичних праць, 5 патентів України на корисну модель, 4 патентів України на винаходи.

###### Окремі праці
- Особливості розвитку організму школярів і студентів міста Тернополя. / С. Н. Вадзюк, В. Я. Ванджура, О. В. Денефіль, І. Я. Папінко, О. М. Ратинська. — Тернопіль: «Воля», 2005. — 187 с.
- Денефіль О. В. Фізіологія та клінічна патологія / Досвід Віденського медичного університету в реформуванні системи освіти. Перспективи співпраці // За ред. чл.-кор. АМН України, проф. Л. Я. Ковальчука. — Тернопіль: ТДМУ «Укрмедкнига», 2006. — С. 172—181.
- Денефіль О. В. Значення адрено- і холіноблокаторів у забезпеченні автономного балансу серцевого ритму за різних типів погоди. // Фізіологічний журнал. — 2011; 57(2). — C. 66-75.
- Денефіль О. В., Сатурська Г. С., Потіха Н. Я. Інноваційні методи підходу до оптимізації читання лекцій з патологічної фізіології // Медична освіта. — 2013; 3. — C. 45-47.
- Денефіль О. В., Міц І. Р. Вплив хронічного постнатального стресу на стан про- і антиоксидантної системи та зміни автономного балансу серцевого ритму у щурів // Фізіологічний журнал. — 2017. — № 6. — С. 84–90.
- Boyarchuk O., Komorovsky R., Kovalchuk T., Denefil O. Socio-demographic and medical predictors of rheumatic heart disease in a low-risk population / Pediatria Polska. Polish Journal of Paediatrics. 2018;93(4):325-330.
- Loza Ye.O., Marushchak M.I., Denefil O.V., Avetikov D.S., Kulyanda О. О. Biochemical features of postoperative skin wounds healing against the background of diabetes mellitus in rats with different ways of wound closure. Світ медицини та біології. 2020;72(2):185-188.
- Засновник Тернопільської школи патофізіологів. До 110 річчя з дня народження Еммануїла Наумовича Бергера: монографія / В. В. Файфура, Ю. І. Бондаренко, О. В. Денефіль. — Тернопіль: ТНМУ, 2020. — 164 с.